# Ароматизоване вино
Ароматизованими називають вина, приготовані з купажованих сухих чи міцних виноградних вин додаванням до них спирту, цукру і настоїв ароматичних трав і коріння (звіробою, лимонного і гіркого полину, квіток ромашки, како бобів, кориці, коріандру, чебрецю деревію та ін.). У складі купажу на частку вина припадає 80 %.
Вермут одержують, додаючи до спеціально підготованого виноградного вина екстракту лікувальних і ароматичних трав. Після змішування вина з екстрактом вермут сильно нагрівають, а після цього охолоджують, після чого він настоюється 3-4 місяці.
- Россі — червоні вермути, що виготовляються з білого вина з додаванням карамелі. Вміст цукру — 14-16 %. Біанчі — білі, м'які, ніжні, золотисто-жовтого кольору вермути. Драй — сухі вермути, що містять 4 % цукру. Міцність — 18 % об. Виготовляють також рожевий напівсухий вермут.
- Мартіні — це вермут, вироблений з високоякісного вина, отриманого з добірного білого винограду, і збагачений настоєм понад 30 видів трав, квітів, фруктів, насіння, кори і листя.